# Micromus bellulus
Micromus bellulus är en insektsart som först beskrevs av Perkins in Sharp 1899.  Micromus bellulus ingår i släktet Micromus och familjen florsländor. Inga underarter finns listade i Catalogue of Life.